# Zari
Zari (gr. Ζάρι; tłum. kość do gry) – singel greckiej piosenkarki Mariny Satti, wydany 7 marca 2024 pod nakładem wytwórni Golden Records.
Kompozycja reprezentowała Grecję w 68. Konkursie Piosenki Eurowizji w Malmö.

## Powstanie utworu i historia wydania
Utwór skomponowali i napisali Gino „the Ghost” Borri, Jay Lewitt Stolar, Jordan Richard Palmer, Konstantin Płamenow Beszkow, Manolis „Solmeister” Solidakis, Nick Kodonas, Oge, Vlospa oraz sama artystka, a za produkcję utworu odpowiadają Ermis Geragidis, Konstantin Płamenow Beszkow, Michael Statakis, Nick Kodonas, Oge, Pablo „Mediopicky" Alcántara, Sam Tiba oraz sama wokalistka. Kompozycję charakteryzuje użycie tradycyjnego instrumentu, surmy.
Głównymi tematami tekstu utworu są szczęście i ryzyko. Satti zapowiedziała utwór w następujących słowach: „Wiem, że ludzie znają te stereotypy na temat Grecji – piękne wyspy, morze, starożytne zabytki, feta. Ale dla mnie moim marzeniem byłoby ukazanie dzisiejszej nowej Grecji. Oczywiście kultura miejska, ponieważ wszyscy urodziliśmy się w mieście i naszą inspiracją były kultury popu i rapu. To jest to, co chciałabym idealnie osiągnąć. Dołożyć wszelkich starań i robić to w sposób odpowiedni i konkursowy [na miarę Konkursu Piosenki Eurowizji]”. W wypowiedziach przekazanych greckim mediom wyraziła chęć przełamania stereotypów na temat greckiej kultury na świecie oraz reprezentowania tożsamości kulturowej swojego kraju.
Singel znalazł się na EP-ce (minialbumie) P.O.P., wydanej 14 maja 2024.

## Teledysk
Do piosenki został zrealizowany teledysk, za którego reżyserię odpowiada Zac Dov Wiesel. Premiera klipu odbyła się 7 marca 2024 na oficjalnym kanale piosenkarki w serwisie YouTube. Nagrywki do teledysku odbyły się w miejscach kojarzonymi z Grecją i turystycznych atrakcjach, m.in. na Akropolu ateńskim, Place, Monastiraki, Odeonie Heroda Attyka czy porcie lotniczym Ateny im. Elefteriosa Wenizelosa.

## Konkurs Piosenki Eurowizji

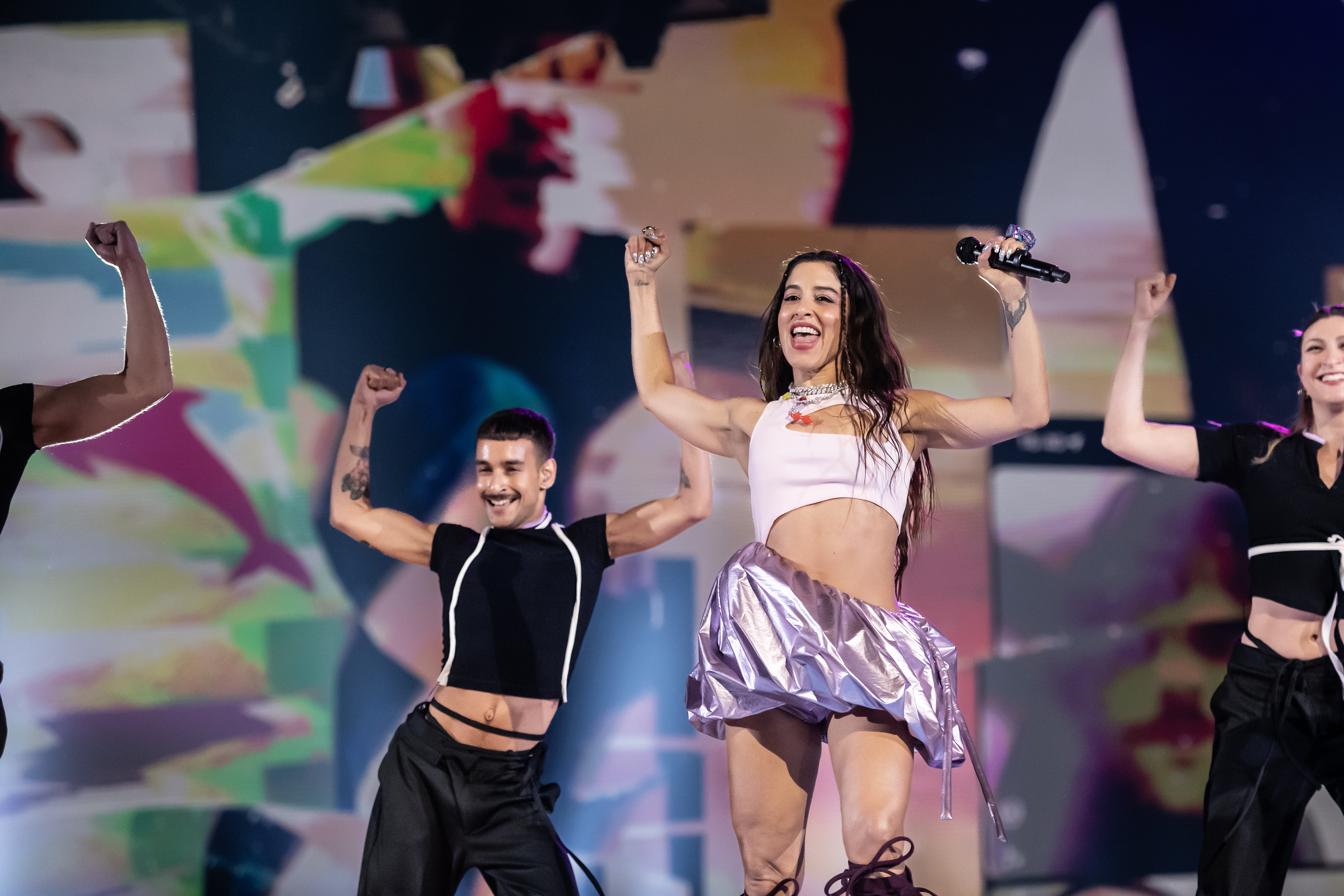
Marina Satti w trakcie swojego występu podczas próby kostiumowej drugiego półfinału 68. Konkursu Piosenki Eurowizji (2024)

Piosenka została zaprezentowana podczas drugiego półfinału i awansowała do finału. Podczas finału utwór został zaprezentowany jako 12 z kolei, otrzymał 41 punktów od jury i 85 punktów od widzów i ostatecznie z liczbą 126 punktów znalazł się na 11. miejscu. Za scenografię występu Satti odpowiadał Fokas Ewangelinos.

## Lista utworów
| Digital download / media strumieniowe | Digital download / media strumieniowe | Digital download / media strumieniowe |
| Nr                                    | Tytuł utworu                          | Długość                               |
| ------------------------------------- | ------------------------------------- | ------------------------------------- |
| 1.                                    | „Zari”                                | 3:00                                  |

## Pozycje na listach
| Kraj   | Notowanie (2024)  | Najwyższa pozycja |
| ------ | ----------------- | ----------------- |
| Grecja | IFPI Greece Local | 1                 |

## Certyfikat
| Kraj          | Certyfikat    | Sprzedaż    |
| ------------- | ------------- | ----------- |
| Grecja (IFPI) | diament płyta | 50 000 000+ |